# Амосов, Николай Андреевич
Амосов Николай Андреевич (род. 27 ноября 1983 года в Краснодаре, РСФСР, СССР) — российский предприниматель, общественный деятель. 
Владелец и председатель совета директоров группы компаний ТОЧНО (ранее «ЮгСтройИмпериал»).

## Биография и карьера
Окончил юридический факультет Кубанского государственного университета, имеет степень — магистр права.
С 2013 года является учредителем и генеральным директором ГК ТОЧНО (ранее «ЮгСтройИмпериал», которая занимает 1-е место по объёмам строительства в Краснодарском крае и 7-е место в России.
В 2020 году компания возглавляемая Амосовым был включена в список системообразующих предприятий РФ.
В 2022 году компания Амосова стала лидером Краснодарского края по потребительским качествам ЖК
В сентябре 2022 года был проведён ребрендинг в группу компаний ТОЧНО
В 2025 году стал «Девелопером года» на федеральной премии Urban Awards-2025

## Общественная деятельность
Десять лет занимался боксом, участвовал во всероссийских соревнованиях, в том числе выступал за пограничные войска в первенствах Вооружённых Сил. С 2018 года вице-президент Федерации бокса в России в Южном Федеральном Округе, куратор женской сборной команды России по боксу в ЮФО.
Николай Амосов оказывает поддержку развитию спорта и молодёжи в регионе: помогает спортсменам на всероссийских и международных соревнованиях, занимается восстановлением городским спортивных площадок.
Активно участвует в жизни Краснодара и Краснодарского края, занимается благотворительностью.
При непосредственном руководстве Николая Амосова ГК ТОЧНО развивает социальную деятельность, расписанную на годы вперёд. При участии девелопера к 70-летию Победы в ВОВ в сквере Хуторском (хутор Ленина, Краснодар) был построен мемориал «Воинам, погибшим за Отечество».
В 2015 году реконструирован Храм Вознесения Господня Екатеринодарской и Кубанской епархии (пос. Пашковский).
Отдельное внимание уделяется благоустройству общественных досуговых зон: парков семейного отдыха, бульваров, спортивных школ и площадок, физкультурно-оздоровительных центров. В 2018 году девелопером был построен бульвар около ЖК «Тургенев» с единственным в Краснодаре памятником И. С. Тургеневу и сквер с аллеей памяти в пос. Лорис; в 2019 году построен бульвар «Бородинский»; в феврале 2020 года завершилось строительство школы бокса и борьбы «Империал», переданной Николаем Амосовым как учредителем компании на безвозмездной основе в пользование Федерации бокса России в ЮФО и Федерации вольной борьбы города Краснодара; в 2021 году построены 2 детских сада (в ст. Динская) и в пос. Знаменский. Также строится школа на 1550 мест, поликлиника.
Важной частью деятельности компании под руководством Николая Амосова является поддержка русской православной церкви и строительство храмов: Храм Святых Первоверховных Апостолов Петра и Павла и Храм в честь праздника Рождества Христова. 
В 2021 году компания построила городской парк отдыха «Родные просторы» на 9 га.
Также под руководством Николая Амосова компания берёт на себя обязательства по достройке проблемных объектов и по обеспечению прав обманутых участников долевого строительства, а также по участию в иных социально-значимых проектах (один из примеров — ЖК «Монако» в Туапсе).
В 2021 году Николай Амосов выступил на пленарном заседании «Развитие жилищного строительства в Российской Федерации», где стал единственным представителем строительной отрасли юга России. В своём выступлении он поднял проблемы, возникающие перед девелоперами при строительстве жилья в новых регионах, среди которых нехватка земельных участков, подходящих для строительства многоквартирных домов, а также сложный процесс получения разрешительной документации.
В 2022 построена школа в Краснодарском крае на 1550 мест и детская поликлиника.
В 2023 году была построена и передана Краснодару первая инклюзивная площадка для взрослых и детей.
В Ялте построен и передан городу новый модульный корпус детского сада № 19 «Солнышко».

## Семейная и личная жизнь
Офицер запаса, 6 лет служил в пограничной службе ФСБ РФ.
Женат, является отцом восьмерых детей.

## Увлечения
- Спорт
- Бег
- Йога

## Награды
- 2018 — Знак «Почётный строитель ЮФО».
- 2019 — Памятная медаль «За заслуги» за высокий вклад в развитие и благоустройство городской среды[26].